# Port lotniczy Waco Kungo
Port lotniczy Waco Kungo – międzynarodowy port lotniczy położony w Waco Kungo, w Angoli.